# Марино Франческо Караччоло
Марино Франческо Караччоло (итал. Marino Francesco Caracciolo; 5 августа 1714, Авеллино — 3 декабря 1781, Авеллино), также известный как Марино IV Караччоло, 7-й князь ди Авеллино, 8-й герцог ди Атрипальда — государственный деятель Неаполитанского королевства.

## Биография
Сын Франческо Марино II Караччоло, 6-го князя Авеллино, и Джулии д’Авалос д’Аквино д’Арагона.
Князь Священной Римской империи, гранд Испании 1-го класса, 5-й маркиз ди Сансеверино, 5-й граф де Серино, неаполитанский патриций, великий канцлер Неаполитанского королевства.
При жизни отца носил титул маркиза Сансеверино. До достижения совершеннолетия оставался под опекой бабки Антонии Спинолы.
26 ноября 1732 года находился в Авеллино во время землетрясения, жертвами которого стали 85 человек. Князь остался в городе, руководя восстановительными работами и оказывая помощь пострадавшим.
Огромное богатство и большие феодальные владения делали князя Авеллино важной фигурой в период борьбы Австрии и Испании за господство над югом Италии. Император Карл VI пытался обеспечить лояльность Марино Франческо, назначив его дипломом от 2 декабря 1733 года генералом тяжелой кавалерии (катафратти) Неаполитанского королевства, а король Испании Филипп V 5 января 1734 года предоставил командование ротой испанской кавалерии.
Через два месяца, когда на неаполитанскую территорию вторглись испанские войска герцога Пармского, австрийский наместник Джулио Борромео Висконти, не имея достаточных сил для отпора, покинул Неаполь и 4 апреля прибыл в Авеллино. Там он также не чувствовал себя в безопасности, в том числе из-за отсутствия доверия к князю, и вскоре увел свои войска в Апулию. Подозрения наместника полностью подтвердились, так как сразу после его отъезда князь Авеллино открыто встал на сторону Бурбонов. Таким образом он сохранил свои владения,
4 января 1735 года он принимал в Авеллино нового суверена, отправившегося из Неаполя в первую поездку по Апулии и Калабрии. Король был размещен во дворце, построенном Антонией Спинолой. Впечатленный торжественным приемом, Карл III назначил жену князя придворной дамой во время своей свадьбы с Марией Амалией Саксонской в 1738 году, и пригласил самого Марино Франческо на церемонию в Палатинской часовне 19 ноября 1740 года по случаю рождения инфанты Марии Елизаветы. По просьбе Карла он был пожалован Филиппом V в рыцари ордена Золотого Руна (26 ноября 1739 года). Стратегическое значение города Авеллино было подтверждено размещением постоянного испанского гарнизона.
Любитель изящной словесности, как и его предки, князь опубликовал сочинение под названием «Летние развлечения» (Trattenimenti estivi), и создал кафедру древнееврейского языка в Неаполитанском университете. Он привел в порядок бюджет княжества, сократив огромные расходы.
30 декабря 1759 года князь Авеллино был в числе баронов королевства, давших клятву верности королю Фердинанду IV, принеся присягу герцогу Черизано, делегату Регентства. Лояльность Бурбонам не помешала Марино Франческо ввязаться в серию экономически, финансовых и налоговых споров с короной, пытавшейся ограничить его феодальные прерогативы.
В 1770 году князь построил рядом с великолепной виллой Сан-Джорджо-а-Кремано церковь Богоматери семи скорбей, и потребовал её возведения в ранг приходского филиала. Правительство было этим весьма недовольно; министр Тануччи писал королю Карлу III 14 июля 1772 года, что по словам Фердинанда IV в Сан-Джорджо и так уже есть две церкви, одна из которых мало посещается, а новый храм, расположенный близко к веселому дому (casino), вряд ли будет использоваться князем Авеллино для целей благочестия. Церковной палате было объявлено, что князю следовало получить предварительное королевское разрешение на строительство.
В 1760 году Марино Франческо заявил претензии на наследство угасшего рода герцогов Атри из дома Аквавива. Спор с правительством тянулся много лет, и только в 1775 году наследники в результате соглашения с казной получили значительную сумму в 240 000 дукатов.
В 1772 году князь представил ходатайство о вырубке части леса Ольяра, находившегося на границах коммун Серино, Чиффони и Монтеллы, утверждая, что этот лес являлся местом сбора опасных бандитов. Правительство, обеспокоенное масштабами незаконного сведения лесов, предложило рассеять бандитов другим способом, и 30 ноября 1781 года запретило вырубку.

## Семья
Жена (6.02.1633): Мария Антония Карафа (4.06.1712 — 3.11.1773), дочь Карло Карафы, герцога ди Маддалони, и Терезы Карлотты Колонна
Дети:
- Франческо Марино III (3.08.1734—27.07.1784), 8-й князь Авеллино. Жена (17.06.1759): Мария Анна Караччоло (1746—1785), 4-я герцогиня ди Миранда и 12-я княгиня ди Венафро, дочь и наследница Франческо Караччоло, герцога ди Миранда, и Гаэтаны де Сильва
- Джулия Мария (17.06.1736—14.09.1757), дама ордена Звездного креста (1757). Муж (27.03.1750): Карло Карафа (ум. 1788), 5-й князь ди Бельведере
- Карло (2.08.1737—26.02.1801), неаполитанский патриций, рыцарь Мальтийского ордена (1758)
- Мария Тереза (10.12.1738—9.03.1789). Муж (17.04.1762): Филиппо Бернуальдо Орсини (1742—1824), 16-й герцог ди Гравина
- Мария Франческа (18.11.1739—16.01.1813), монахиня монастыря Санта-Мария-Донна-Реджина в Неаполе
- Джованни (4.09.1741—20.08.1800), 9-й князь Авеллино. Жена (16.06.1782): Джустина Ланчелотти (1757—1812), дочь Шипионе Ланчелотти, князя ди Марцано, и Барбариги Дона
- Винченцо Мария (17—19.02.1743)
- Мария Леонильда (11.04.1744—6.04.1751)
- Мария Винченца (11.11.1745—16.04.1794). Муж (14.12.1767): Джузеппе де Медичи (1748—1793), 6-й князь ди Оттайяно